# تار آذربایجانی (آلبوم)
 تار آذربایجانی نام یک آلبوم موسیقی اثر علی سلیمی، هنرمند ایرانی است که در سبک سنتی تهیه شده و دارای ۹ آهنگ است.

## فهرست آهنگ‌ها
| ردیف | آهنگ                 |
| ۱    | بیات شیراز ـ آیریلیق |
| ۲    | بیات شیراز           |
| ۵    | رنگ سه‌گاه            |
| ۶    | سه‌گاه یتیم           |
| ۷    | سه‌گاه زابل           |
| ۸    | شور                  |
| ۹    | تصنیف سه‌گاه          |